# Goeljasjtsjië ljoedi
Goeljasjtsjië ljoedi (Russisch: Гулящие люди; "vrijwandelaren"), ook wel zachrebetniki ("klaplopers") of podso(e)sedniki (подсуседники; "ondermaatsen") genoemd, waren in het Rusland van de 16e tot de 18e eeuw een bevolkingsklasse die bestond uit vrije mensen, die niet zoals de dienstlieden gebonden waren aan militaire dienst, noch gebonden waren aan de posadskië ljoedi (poorters). Het waren om wat voor reden dan ook vrije mensen: ofwel het waren cholops (slaven) die waren vrijgelaten door hun meesters, door de dood van hun meesters vrijkwamen, of waren weggelopen van hun heer, ze kwamen uit gevangenschap of het waren vroegere dienstlieden of posadskië ljoedi. Ook boeren, posadskië ljoedi en dienstlieden die zich op afgelegen plekken bezig hielden met de visserij werden tot de goeljasjtsjië ljoedi gerekend.
Goeljasjtsjië ljoedi waren in het geheel niet in de bevolkingsregisters of volkstellingboeken opgenomen. Net als de slaven, vervulden ze geen verplichtingen voor de staat en betaalden ze geen belasting. Gebruik makend van hun bewegingsvrijheid, hielden ze zich bezig met ambachten en verhuurden zichzelf aan anderen; 'achter de "ruggengraat" van iemand anders, zoals ze toen zeiden. Goeljasjtsjië ljoedi gaven zichzelf vaak in lijfeigenschap. Ze verhuurden zich voor een periode van zes maanden als een soort slaaf aan hun heer. Later werd deze periode teruggebracht tot drie maanden.
De Russische overheid had weinig op met deze bevolkingsgroep, ook omdat ze soms deelnamen aan boerenopstanden en stedelijke opstanden. Tsaar Peter de Grote wist het systeem te beëindigen door op 1 juni 1722 een aantal oekazes uit te vaardigen die voorschreven dat geschikte goeljasjtsjië ljoedi als soldaten in dienst dienden te worden genomen en dat degenen die ongeschikt waren voor militaire dienst verplicht werden om in geschreven te worden als posadskië ljoedi of als horige.
In 1988 werd de gelijknamige tweedelige filmserie Goeljasjtsjië ljoedi uitgebracht, een historisch drama dat verhaalt van een zoon van een strelits, die een leven leidt als vrijwandelaar en een verfilming is van een boek van Aleksej Tsjapygin.